# Harries Magic
Harries Magic, en svensk tillverkare av trollerirekvisita i Norrköping som grundades 1910 av Harry Mobäck, trollkarl och cirkusartist med artistnamnet Harries. Firman togs över av sönerna Lennart och Bengt. Efter Lennarts bortgång drev Bengt företaget fram till att han fyllde 80 år hösten 2006. Då togs företaget över av tredje generationen, Bengts dotter Ulla Mobäck.
Harries Magic säljer rekvisita till trollkarlar över hela världen och tillverkar även specialutrustning på beställning.